# Liste des évêques de Norwich
Pour le diocèse anglais de Norwich, voir Évêque de Norwich.
La liste des évêques de Norwitch recense les noms des évêques qui se sont succédé sur le siège épiscopal de Norwich, dans Connecticut aux États-Unis depuis la création du diocèse catholique de Norwich (Dioecesis Norvicensis), le 6 août 1953 par détachement de celui de Hartford. 

## Sont évêques
- 1er septembre 1953-8 août 1959 : Bernard Flanagan (Bernard Joseph Flanagan), nommé évêque de Worcester (Massachusetts)
- 27 novembre 1959-5 juin 1975 : Vincent Hines (Vincent Joseph Hines)
- 5 juin 1975- 27 octobre 1994 : Daniel Reilly (Daniel Patrick Reilly), nommé évêque de Worcester (Massachusetts)
- 12 septembre 1995- 11 mars 2003 : Daniel Hart (Daniel Anthony Hart), auparavant évêque auxiliaire de Boston (Massachusetts)
- 11 mars 2003- 3 septembre 2024 : Michael Cote (Michael Richard Cote), auparavant évêque auxiliaire de Portland (Maine)
- depuis le 12 février 2025 : Richard Reidy (Richard Francis Reidy)

## Évêques liés au diocèse
- Paul Stephen Loverde, prêtre du diocèse, évêque auxiliaire de Hartford (1988-1993), puis évêque d'Ogdensburg (New York) (1993-1999), enfin évêque d'Arlington (Virginie) (1999-2016)

## Sources
- (en) Fiche du diocèse sur catholic-hierarchy.org